# 格雅

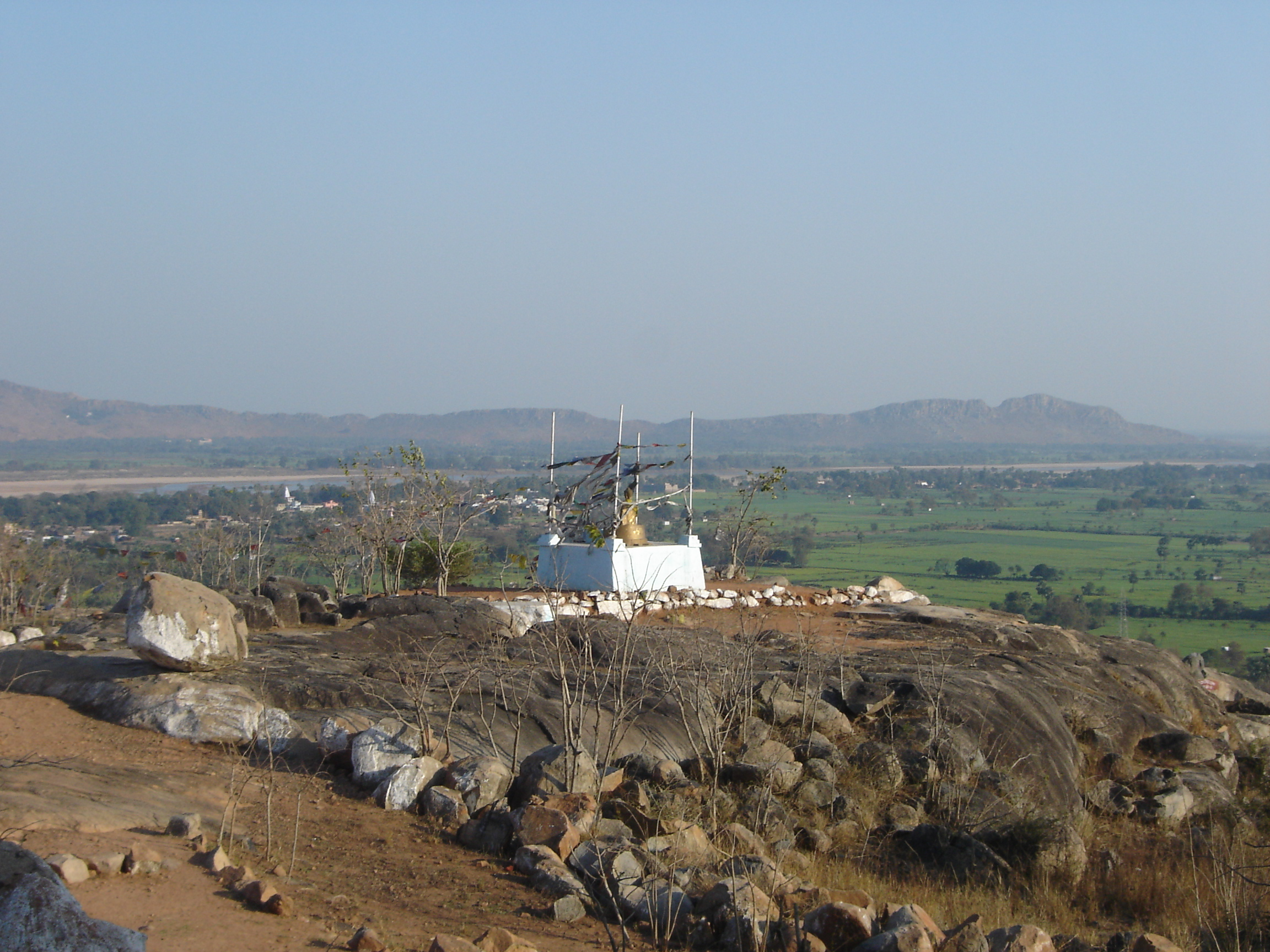

格雅，印度比哈爾邦城市，位於該國東北部尼連禪河畔，距離首府巴特那100公里，海拔高度111米，每年平均降雨量1,133毫米，2011年人口463,454人。
格雅即菩提伽耶這一地名中的“伽耶”，屬於印度歷史名城，據說三大神之一的威世怒曾在此出現，並承諾消除眾生的業障，所以是印度人崇拜的旅遊聖地之一。因該地距佛陀悟道的菩提伽耶很近（11公里），所以也是佛教徒的朝聖地。